# Ulvsundaskolan

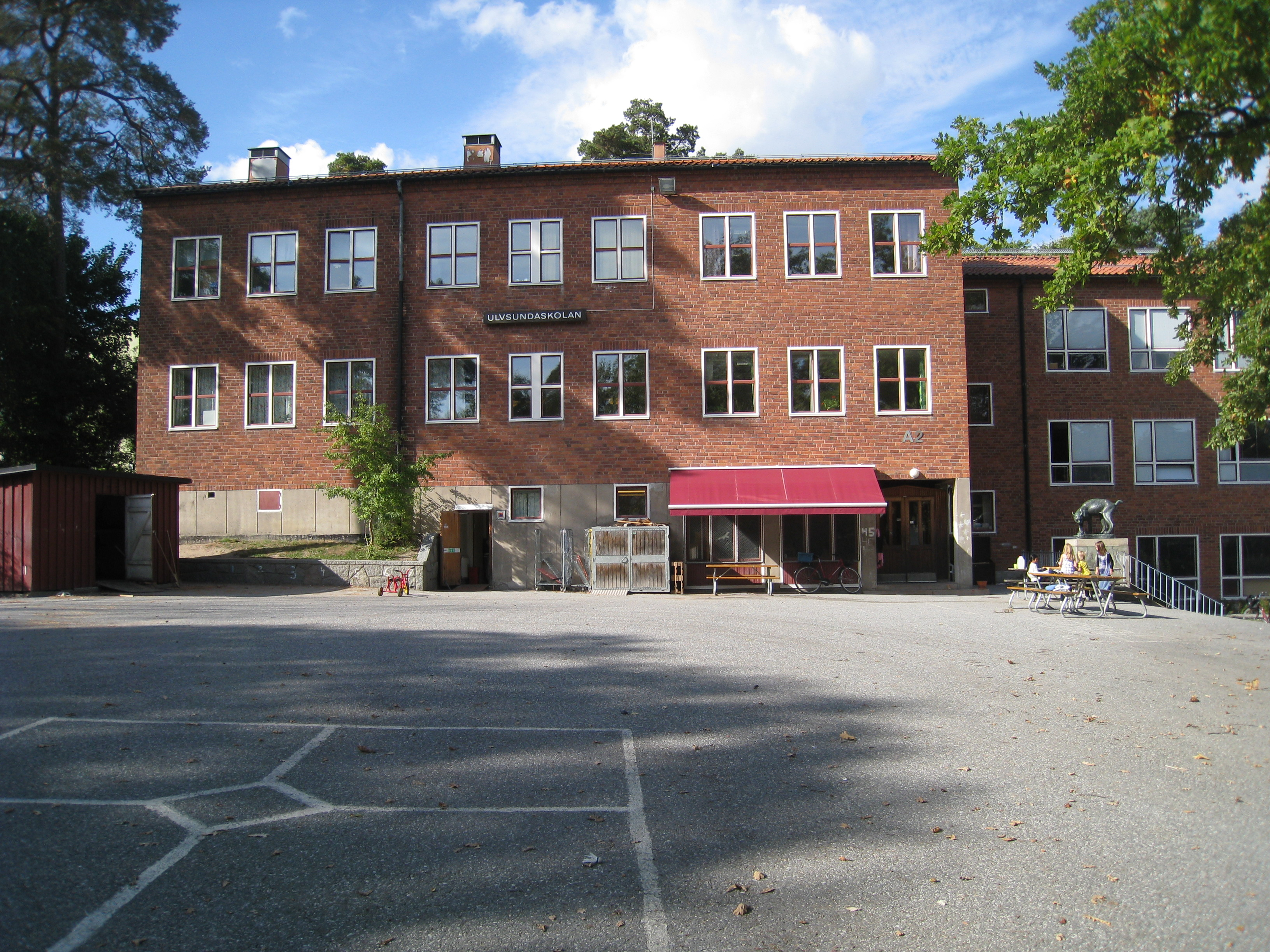
Ulvsundaskolan med en spelplan för bollspelet Ruta i förgrunden

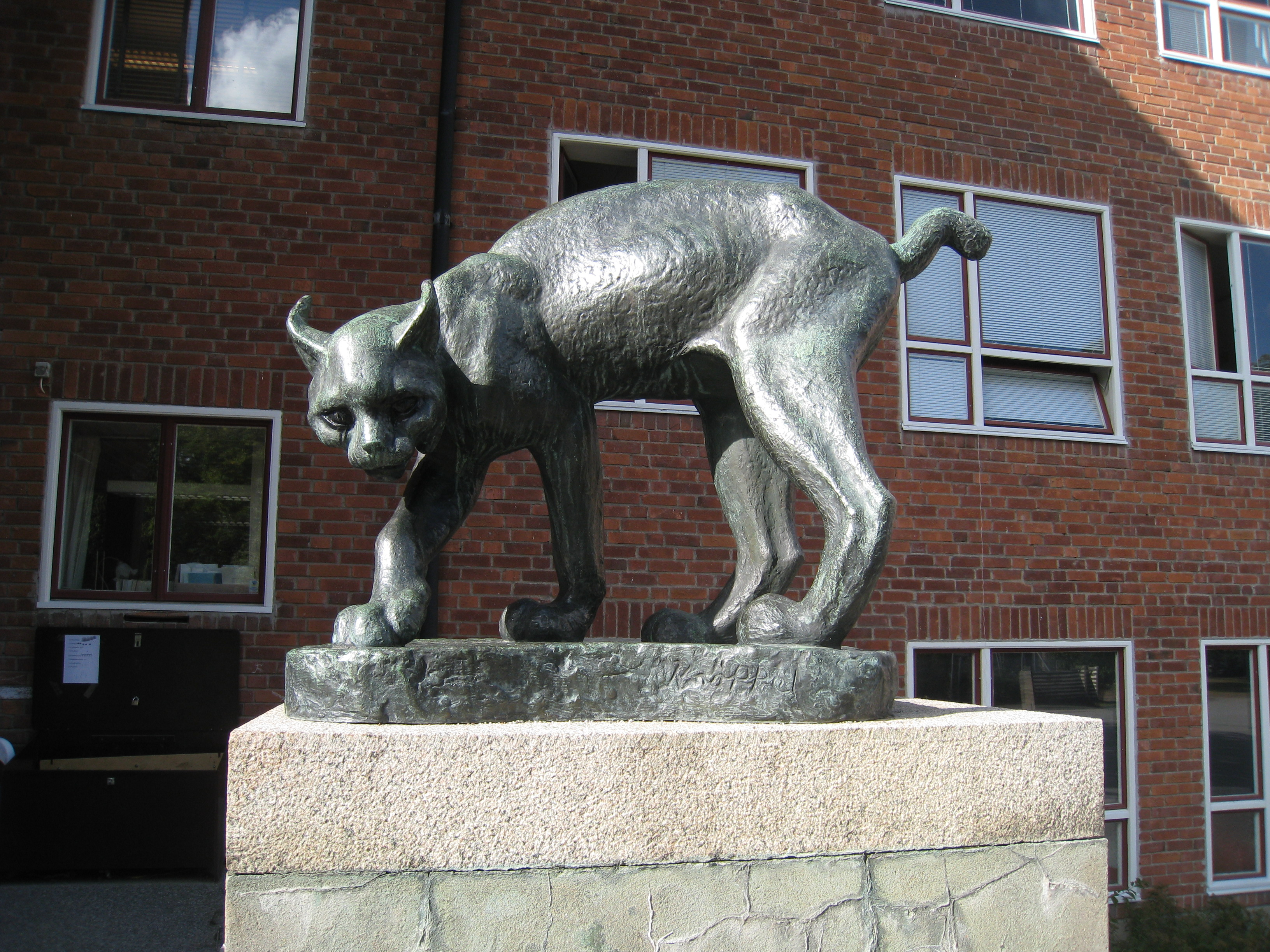
Bronsskulpturen, Lodjuret, av skulptören Arvid Knöppel.

Ulvsundaskolan, tidigare Ulvsunda folkskola, som byggdes 1948, ligger på Johannesfredsvägen 45 i Johannesfred i Bromma väster om Stockholm och är en kommunal lågstadieskola med drygt 90 elever. Skolbyggnaden ritades av arkitekt Björn Hedvall. Skolan är en grundskola och har årskurserna F till 3, det vill säga Förskoleklass samt klasserna 1, 2 och 3. Därefter flyttar barnen över till Alviksskolan i Alvik, som Ulvsundaskolan tillhör. Tidigare gick eleverna även årskurs 4, 5 och 6 på Ulvsundaskolan innan de fortsatte på högstadiet på Alviksskolan.

## Verksamhet
Läsåret 2012/2013 består skolan av en förskoleklass, en ren förstaklass som heter Räven samt klasserna Lodjuret och Järven, två åldersintegrerade klasser åk 1-3. Totalt går drygt 90 barn på skolan. Ulvsundaskolan är en annexskola till Alviksskolan. Skolan ligger i ett område av Bromma och som gränsar till Solna. Skolan har lärare, fritidspedagoger, barnskötare och speciallärare. Skolan har en stor skolgård med asfalt, fotbollsplan och lekpark. Barnen har också tillgång till ett mindre skogsområde som ligger alldeles bakom skolan. Skolan har stora lokaler, som är uppdelade på tre våningar.

## Lunaskolan grundskola
Ulvsundaskolans skolbyggnad och skolgård delas med Lunaskolan, en friskola, grundskola, med inriktning mot barn med särskilda behov, och med ungefär samma elevantal som Ulvsundaskolan, omkring 128 elever.

## Historik
| Några detaljer av Einar Forseths väggmålning i Ulvsundaskolan, som han utförde 1951. |  | Några detaljer av Einar Forseths väggmålning i Ulvsundaskolan, som han utförde 1951. |
| Några detaljer av Einar Forseths väggmålning i Ulvsundaskolan, som han utförde 1951. |  |                                                                                      |

Ulvsundaskolan blev färdig 1950. På planeringsstadiet kallades skolan för "Johannesfredsskolan". Skolan lydde till en början under Riksby överlärardistrikt och rektorsområde.
Från och med 1968 sorterar Ulvsundaskolan under Alviks rektorsområde. Här fanns också klasser från särskolan, från Hällsboskolan i Sigtuna och den kristna friskolan Stefanskolan och senare från Al Elown Islamia friskola. Skolgården rustades upp våren 1988.

## Arkitektur
Arkitekt Björn Hedvall ritade Ulvsundaskolan i Johannesfred i Ulvsunda från sent 1940-tal. Arkitekturen är fint gestaltad med gedigna tegelfasader och ett vackert entréparti i trä och glas. Skolan byggdes 1948.
I Ulvsundaskolan finns väggmålningar utförda av konstnären Einar Forseth 1951.

## Konstnärlig utsmyckning
Vid trappan på skolgården vid Ulvsundaskolan står en skulptur i brons, Lodjuret, av skulptören Arvid Knöppel.

## Bilder

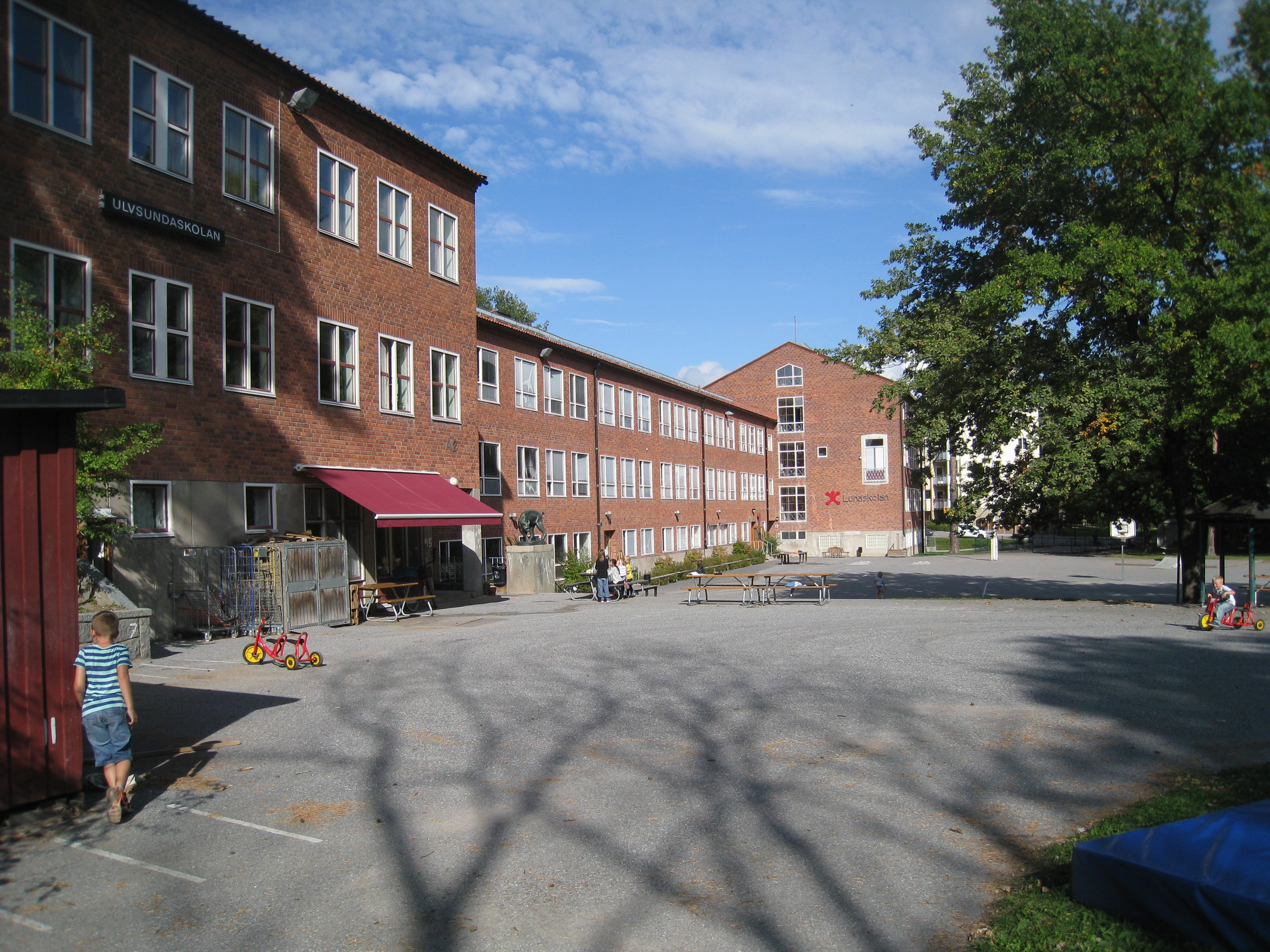
Ulvsundaskolan delar skolbyggnad och skolgård med Lunaskolan.
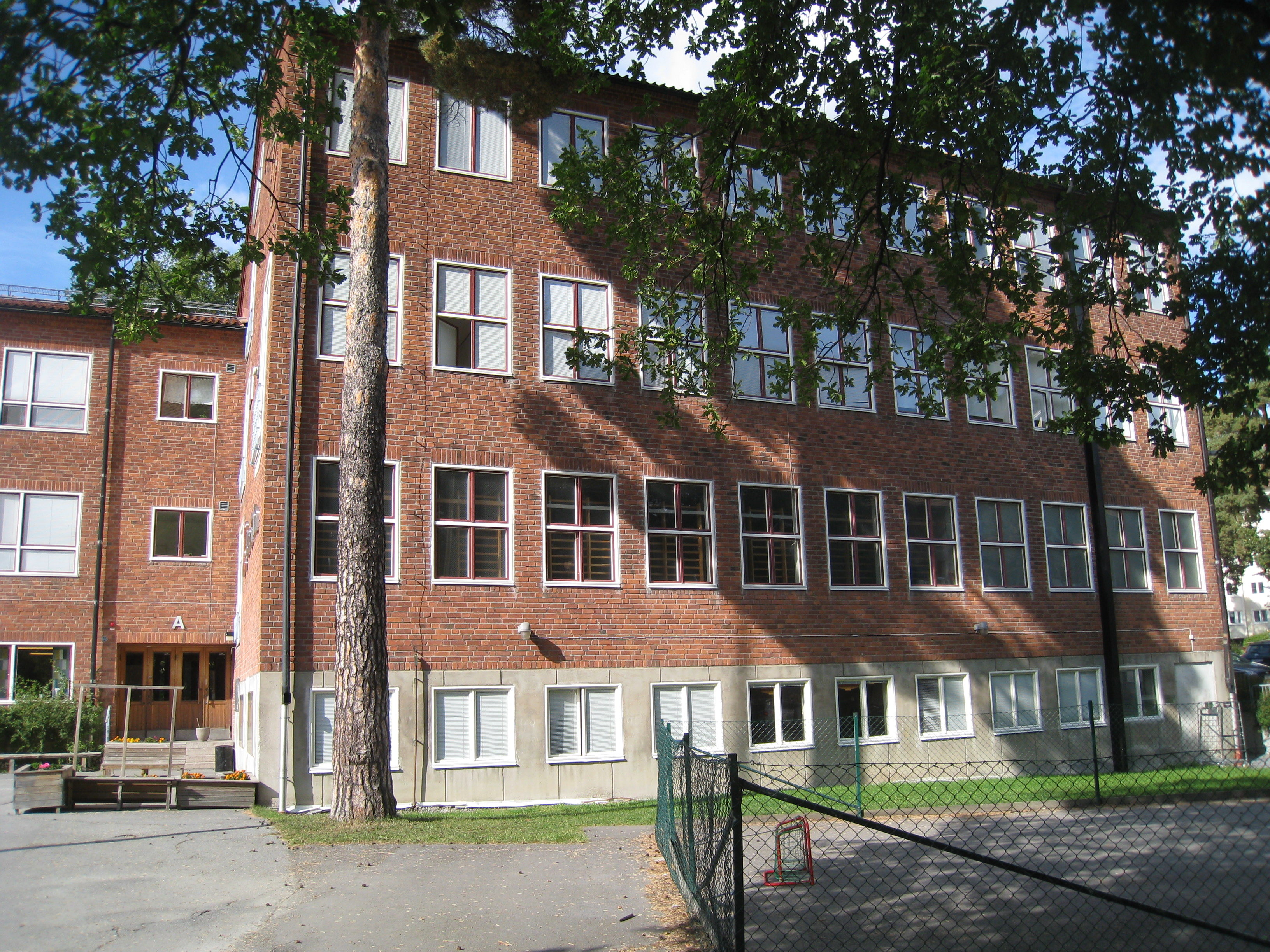
Byggnaden med gymnastiksalen.
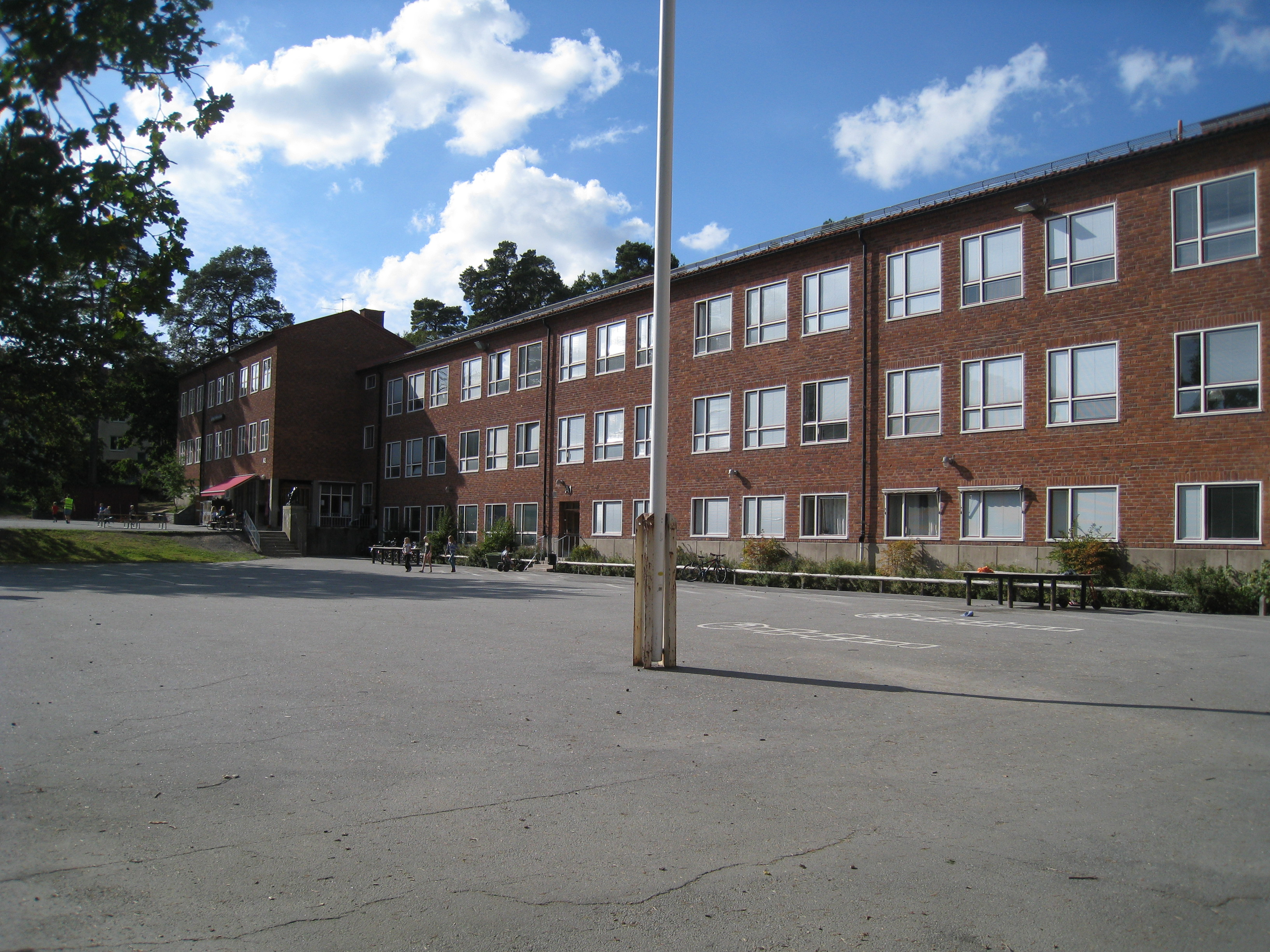
Lunaskolan från skolgården.
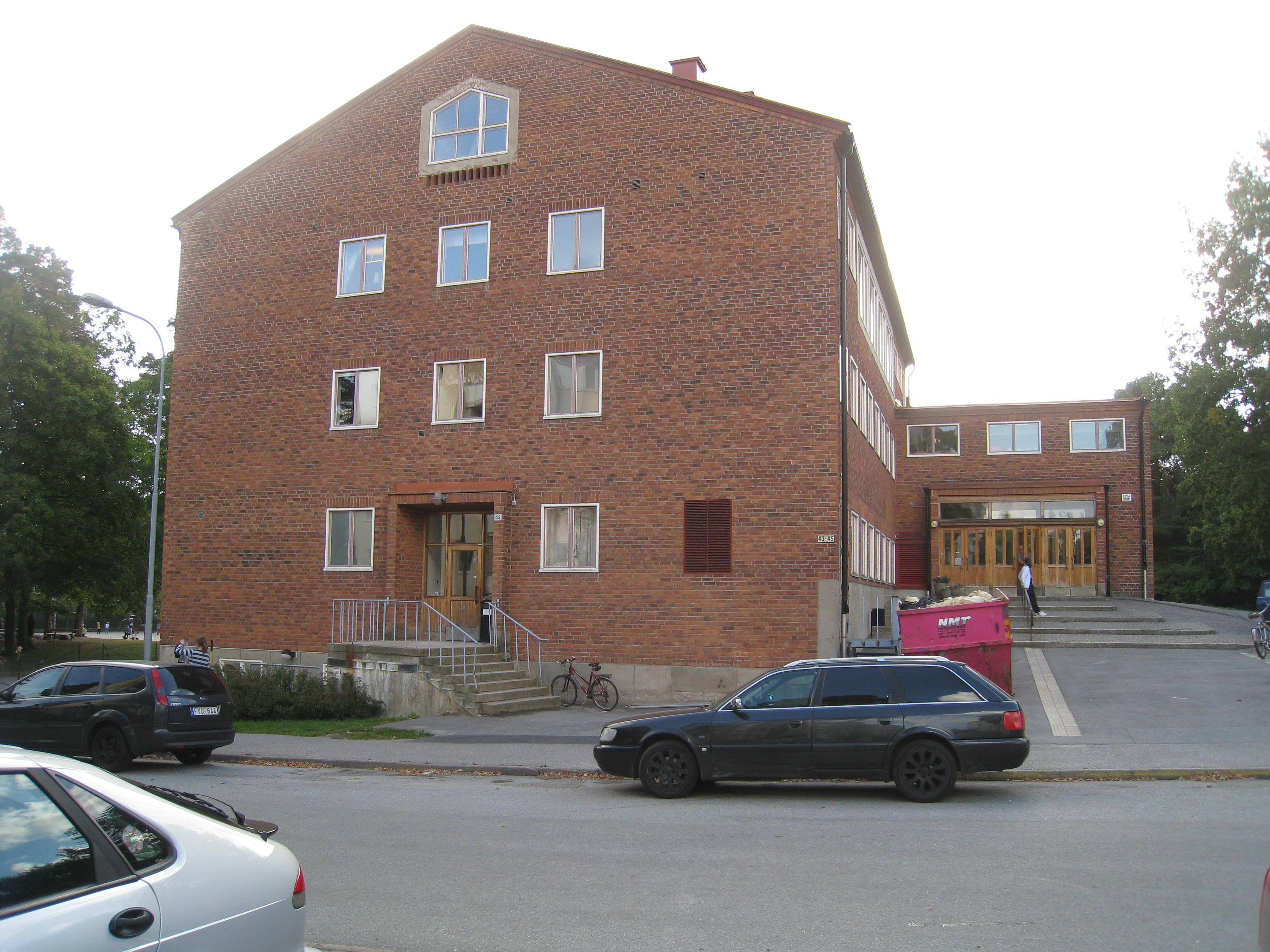
Lunaskolan från Johannesfredsvägen och entrén till trapphuset.
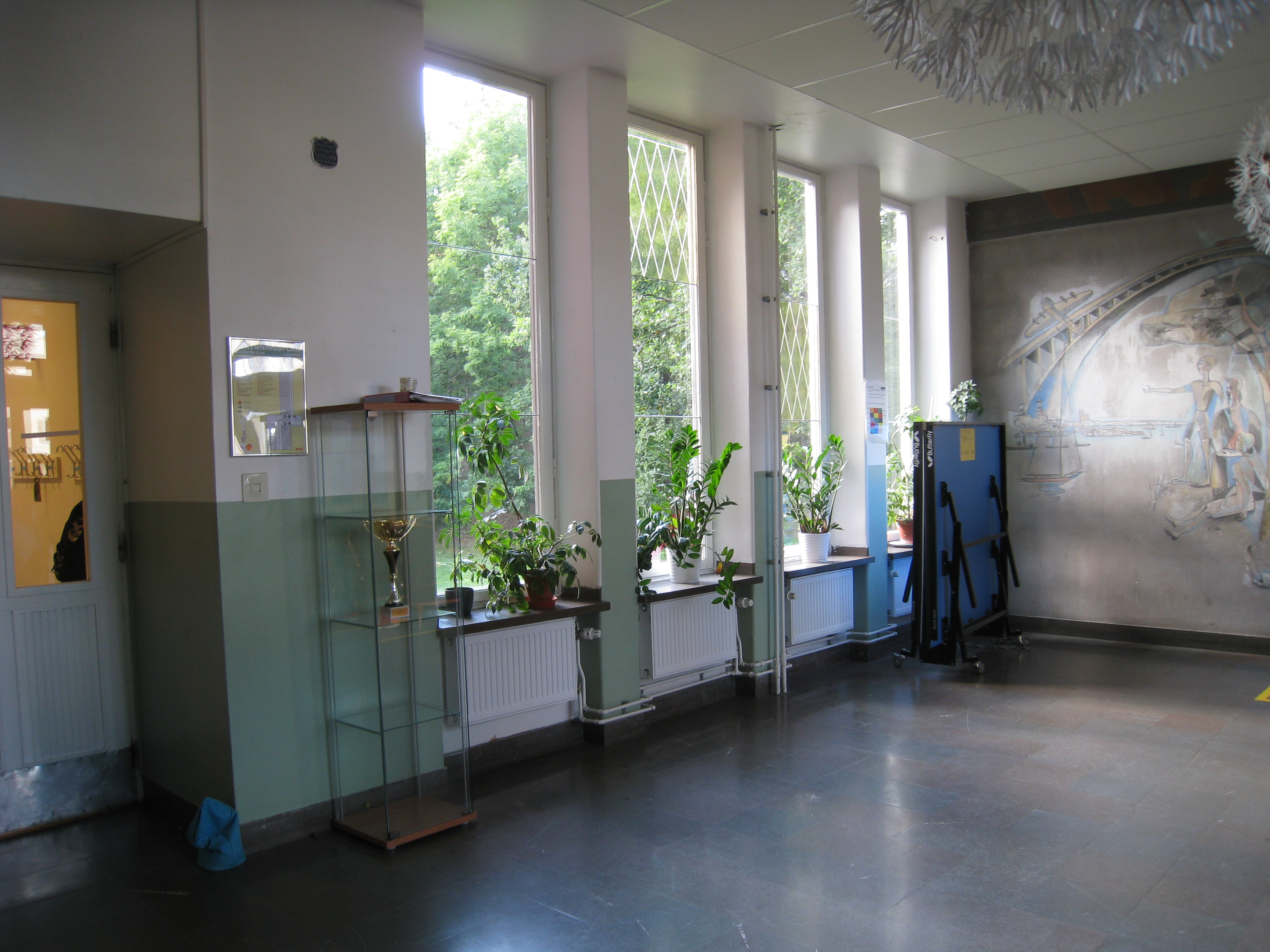
Interiör med trapphuset med väggmålning av Einar Forseth, från 1951. Motiven är Stockholm-Bromma.
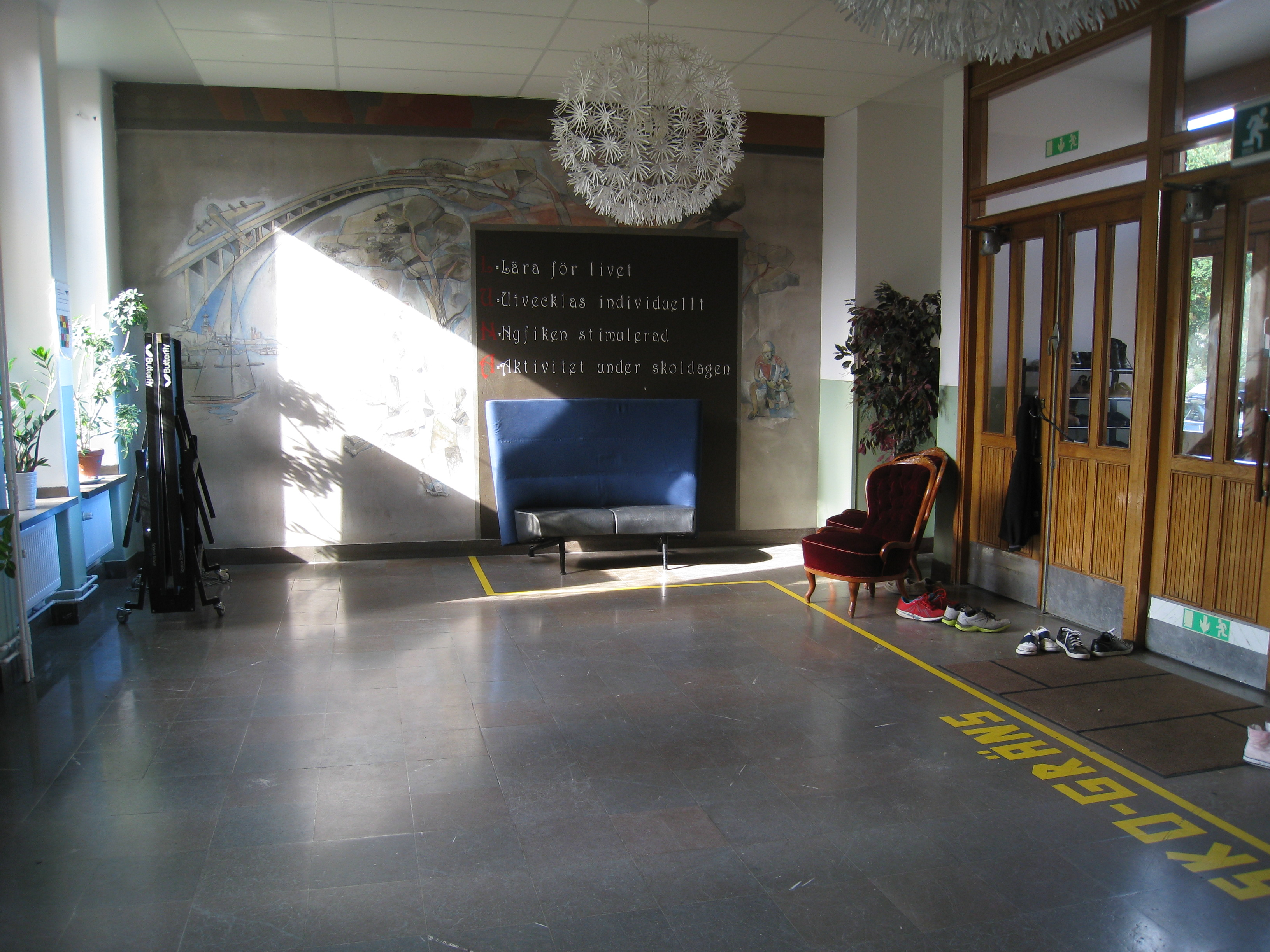
Interiör med trapphuset och väggmålningen.
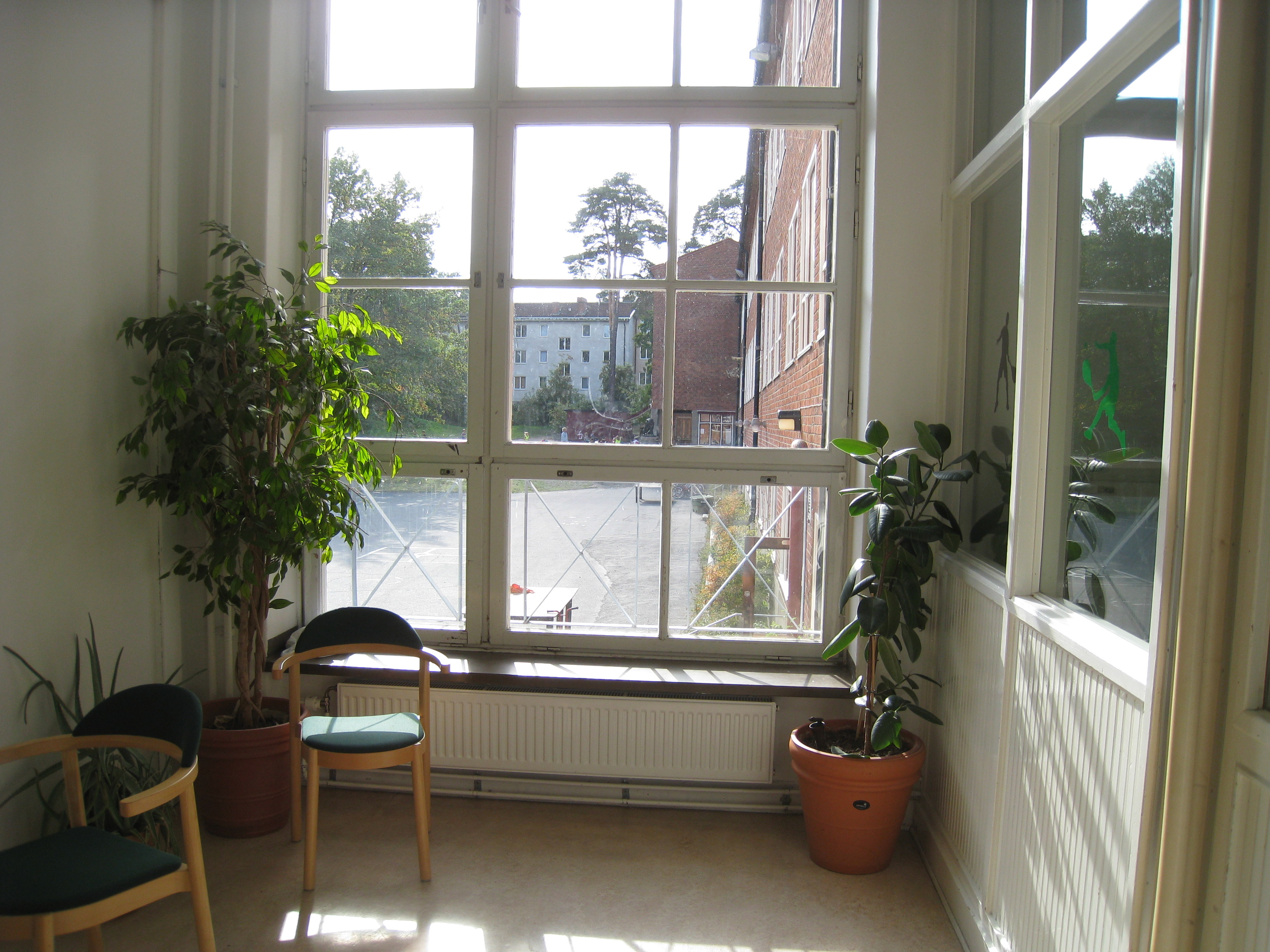
Interiör.
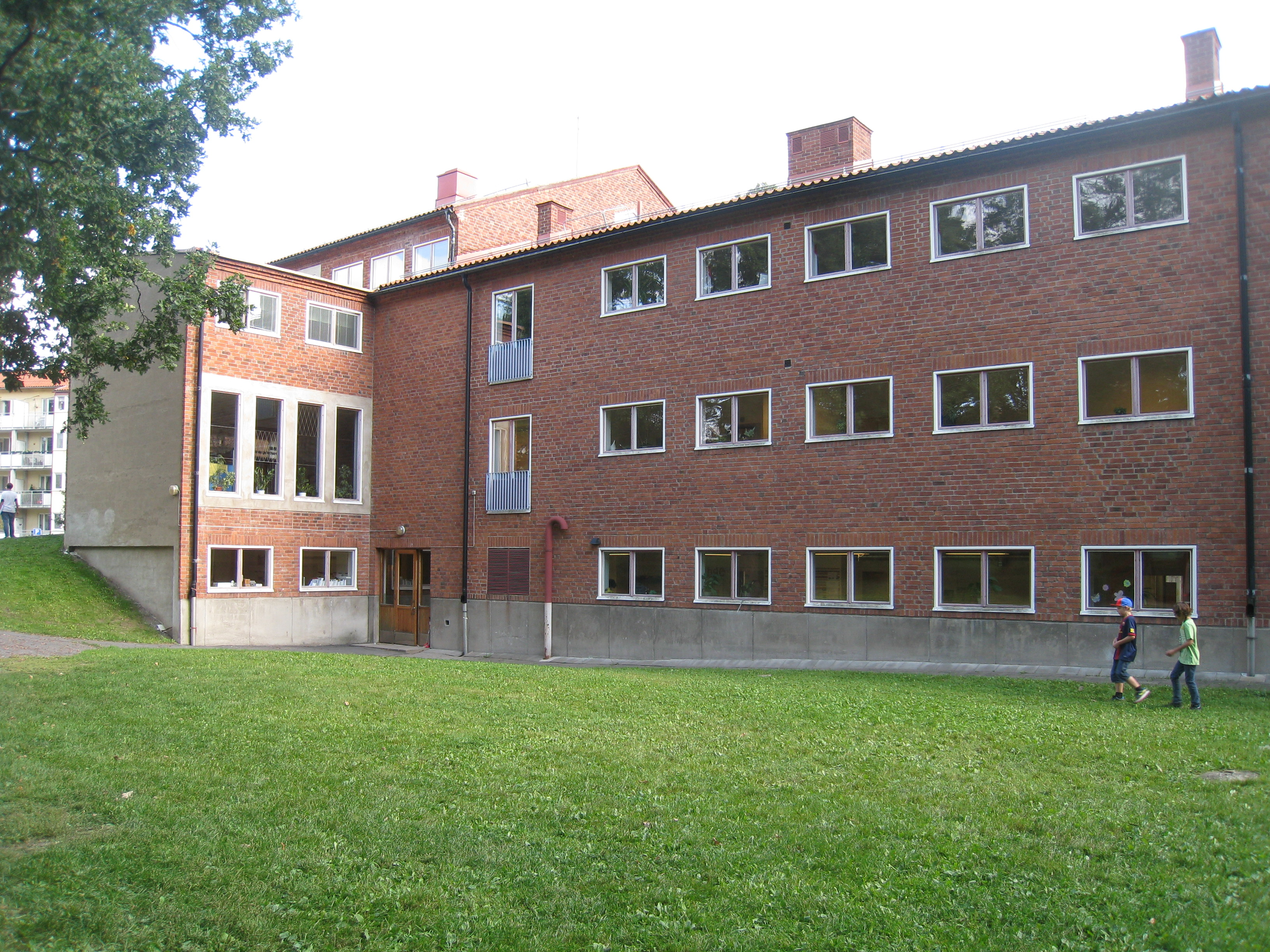
Trapphus och korridorlänga från "baksidan".

## Källa
- Ulvsundaskolan, hemsida som tillhandahålles och uppdateras av Ulvsundaskolans Föräldraförening.

1. ↑  Ulvsundaskolan, annexskola. Arkiverad 12 augusti 2013 hämtat från the Wayback Machine.
2. ↑  På vandring i Ulvsunda.
3. ↑  Stockholms stadsmuseum. Ulvsunda Industriområde. Arkiverad 21 september 2013 hämtat från the Wayback Machine.